# Joventuts Musicals de Catalunya
Les Joventuts Musicals de Catalunya és una entitat sense ànim de lucre establerta a Catalunya.

## Història
L'any 1984 es constitueix la Federació de Joventuts Musicals de Catalunya, una entitat que té al seu al número 3 del carrer Major de Banyoles. Són gairebé quaranta les associacions que formen part de Joventuts Musicals de Catalunya, com les Joventuts Musicals de Torroella de Montgrí que organitzen el Festival de Torroella. Cadascuna d'elles desenvolupa també els seus cicles de concerts, concursos específics, cursos i altres activitats associatives adreçades a joves i a la música. Però en totes elles es comparteix la il·lusió de saber-se part d'un moviment musical internacional que creu en la cultura com a factor de riquesa i desenvolupament.
La Xarxa de Músiques a Catalunya és una activitat creada l'any 1995 per la Federació de Joventuts Musicals de Catalunya i les seves associacions locals a fi i efecte d'oferir arreu del país una sèrie de concerts de música clàssica de petit i mitjà format a cura principalment de joves músics professionals catalans. Des dels inicis fins a 31 de desembre de 2012 s'han fet 2.816 concerts dins aquest circuit repartits per 45 poblacions catalanes. La Xarxa de Músiques compta amb el suport del Departament de Cultura i Mitjans de Comunicació de la Generalitat de Catalunya.
Des del maig de 2017 el director de les Joventuts Musicals de Catalunya és el compositor de Reus Joan Magrané en substitució de la periodista Mònica Pagès.